# 頃公 (晋)
頃公（けいこう、生年不詳 - 紀元前512年）は、中国の春秋時代の晋の君主。姓は姫、名は去疾。周王室の内乱に対して晋軍を派兵した。国内で六卿の勢力が強くなり、公室は弱体化した。

## 生涯
晋の昭公の子として生まれた。紀元前526年8月、昭公が死去すると、後を嗣いで頃公が晋公として即位した。紀元前525年、晋の荀呉（中行穆子）が軍を率いて陸渾の戎を滅ぼした。紀元前520年4月、周の景王が死去し、悼王が即位したが、これに不満を持つ王子朝が反乱を起こした。10月に晋の籍談・智躒（智文子）が九州の戎と焦・瑕・温・原の軍を率いて悼王を王城に入れたが、11月に悼王は殺害された。敬王が即位し、12月に晋の籍談・智躒・賈辛・司馬督は軍を率いて平陰・侯氏・谿泉にあり、社に宿営した。閏月、晋の箕遺・楽徴・右行詭は渡河して前城を占領した。紀元前519年1月、周の敬王の軍と晋軍は王子朝側の郊を包囲して破った。晋軍は平陰にいたが、情勢の好転を受けて本国に帰った。しかし周王室の乱は続き、7月に王子朝は尹氏の支援を受けて王城に復帰した。紀元前517年、晋の趙鞅（趙簡子）の主導により、魯・宋・衛・鄭・曹・邾・滕・薛・小邾の人々が黄父で会合し、王室の内紛を収拾するための善後策を協議した。紀元前516年11月、晋軍が王子朝側の鞏を攻め落とした。召伯盈が王子朝を追放し、王子朝は楚に亡命した。敬王は成周に入り、晋軍は成公般に成周の警備を委ねると帰国した。紀元前515年、晋の士鞅（范献子）の主導により、宋・衛・曹・邾・滕の人々が扈で会合し、成周の警備と魯の昭公の帰国について協議した。紀元前514年、晋の祁盈と楊食我が殺害され、祁氏と羊舌氏が滅んだ。晋の韓起（韓宣子）が死去し、魏舒（魏献子）が政権を握った。魏舒は祁氏の田土を分割して7県に、羊舌氏の田土を分割して3県に再編し、六卿がそれぞれ県大夫の任について領有した。紀元前512年6月庚辰、頃公は死去し、子の定公が晋公として即位した。